# Gréczy Zsolt
Gréczy Zsolt (Budapest, 1964. október 10. –) magyar politikus, újságíró, publicista, kommunikációs tanácsadó. A Demokratikus Koalíció (DK) alapító tagja. 2013 és 2018 között a párt szóvivője volt, majd 2018–2019-ben, illetve 2022-től ismét országgyűlési képviselőként tevékenykedik. Korábban évtizedeken át dolgozott újságíróként a nyomtatott és elektronikus médiában, emellett dalszövegíróként és kulturális menedzserként is ismert. Pályafutása során több jelentős politikai és kommunikációs pozíciót töltött be, de nevéhez fűződik egy zaklatási vádakkal kapcsolatos botrány is, amely után jogi úton tisztázta magát.

## Korai élete és tanulmányai
Gréczy Zsolt 1964-ben született Budapesten. A fővárosi I. László Gimnázium (ma Szent László Gimnázium) olasz tagozatán érettségizett, majd az Eötvös Loránd Tudományegyetem bölcsészkarán szerzett magyar nyelv és irodalom szakos diplomát 1991-ben. Egyetemi évei alatt teljesítette sorkatonai szolgálatát. Érdeklődése korán a média felé fordult: elvégezte a Magyar Újságírók Országos Szövetsége (MÚOSZ) újságíró iskoláját 1985-ben, valamint 1987-ben oklevelet szerzett a Magyar Olimpiai Akadémián.

## Újságírói és médiakarrier
Diplomája megszerzése után Gréczy a sajtó világában helyezkedett el. Kezdetben szabadúszó újságíróként dolgozott több lapnak, így például a Magyar Ifjúság, a Polip rockmagazin, a 168 Óra, a Kritika, az Új Tükör és a Képes 7 számára. 1988-ban ő készítette az utolsó interjút az edzésen halálos balesetet szenvedett Kesjár Csaba autóversenyzővel. 1989-ben, mindössze 25 évesen a Tinédzser Magazin főszerkesztője lett. Az 1990-es években a magyar sajtó különböző orgánumainál folytatta karrierjét: 1991–1992-ben a Mai Nap munkatársa, 1993-tól 1998-ig a Kurír kulturális rovatának újságírója volt. 1998-ban csatlakozott a Magyar Hírlap szerkesztőségéhez, ahol 2004-ig dolgozott: eleinte parlamenti tudósítóként, később a kulturális rovat vezetőjeként, végül a lap megszűnéséig vezető politikai interjúk készítőjeként. Ezt követően, 2005 és 2007 között a Népszabadság belpolitikai újságírójaként és parlamenti tudósítójaként tevékenykedett. Újságírói munkásságát szakmai elismeréssel is jutalmazták: megkapta az Observer-díjat.
Gréczy a nyomtatott sajtó mellett a rádióban és televízióban is ismert médiaszereplővé vált. Már 1988-tól a Magyar Rádió zenei műsorainak (pl. Pop-panoráma, Hiánypótló, Rockszerda) műsorvezetője volt. Később a kereskedelmi rádiózásban is részt vett: 1991–1996 között a Rádió Bridge, 1996–2000 között pedig a Juventus Rádió műsorvezetője volt, előbbinél önálló beszélgetős műsort is vezetett (Mássalhangzó). A televízióban 1992-ben tűnt fel először a Magyar Televízió Napkelte című reggeli műsorának riportereként, majd rendszeres vendég volt a Kereszttűz politikai vitaműsorban. Később az MTV Tízórai című műsorát vezette Jakupcsek Gabriellával és Szily Nórával. 1994 és 2000 között a Magyar Televízió Stúdió című kulturális magazinjának szerkesztő-műsorvezetőjeként dolgozott, valamint vezette a Klipfesztivál című műsort is. 2004-től az ATV csatorna műsorvezetője lett (Van képünk hozzá), majd 2010–2013 között ugyancsak az ATV-n a Fórum című betelefonálós műsort vezette.

## Kulturális és dalszövegírói tevékenység
Gréczy Zsolt a politikán és újságíráson túl jelentős szerepet játszott a magyar kulturális életben is. 1989 és 1995 között számos könnyűzenei dalszöveget írt vagy társszerzőként jegyzett. Dolgozott többek között a Pa-Dö-Dő első albumain, az R-Go együttesnek Szikora Róberttel közösen, valamint Pintácsi Viktória és Delhusa Gjon előadásaihoz is írt dalokat. Legismertebb szerzeménye az 1991-ben megjelent Bye-bye Szása című dal, amelyet a Pa-Dö-Dő adott elő: ez a szovjet csapatok kivonulásának szimbólumává vált sláger abban az évben Az év dala lett, és aranylemez minősítést ért el. Gréczy a dalt Novai Gáborral és a Pa-Dö-Dő tagjaival közösen írta, később pedig más előadók is feldolgozták (például a Cotton Club Singers és Kulka János). Több más előadóval is alkotott: szerzőtársa volt többek között Flipper Öcsi, Végvári Ádám és Szerdahelyi László (“Skatc”) is, sőt vokalistaként is közreműködött R-Go albumokon. Dalszövegírói munkássága elismeréseként tagja lett az Artisjus Szerzői Jogvédő Iroda zeneszerzői szakosztályának.
A zenén kívül Gréczy a film és színház világában is tevékenykedett mint kommunikációs szakember. Több magyar film sajtóanyagait szerkesztette és promócióját irányította, ilyen volt például Kern András Sztracsatella (1996) és Tímár Péter Csinibaba (1997) című filmje. Sajtófőnöki feladatokat látott el több jelentős produkciónál: ő volt a sajtófelelőse Koltai Lajos Sorstalanság (2005) filmjének, Koltai Róbert Ámbár tanár úr (1998) és Szabó István Rokonok (2006) című filmjének, valamint a 2006-ban bemutatott 56 csepp vér musical filmváltozatának. Emellett részt vett a legendás rockzenekarok projektjeiben is: éveken át volt az Omega együttes sajtófőnöke (2001–2007), továbbá ő irányította az Illés–Metro–Omega szuperkoncert (2001) és az István, a király rockopera csíksomlyói előadásának (2003) kommunikációját. Kulturális menedzserként számos esemény házigazdája volt, például ő avatta fel 1996-ban a Corvin közben a Pesti srác szobrot az 1956-os forradalom emlékére, és konferált több nemzetközi sztár fellépésén (kétszer vezette B.B. King budapesti koncertjét).  Gréczy több irodalmi és zenei témájú könyv összeállítója vagy társszerzője is volt: közreműködött például a Zorán 30 éves pályafutását bemutató könyvben (1993), a Hofi Gézáról szóló életrajzi kötetben (2002), valamint Presser Gáborról és Bródy Jánosról szóló albumokban (2003). Oktatói vénáját a kultúra területén is kamatoztatta: 2005–2007 között a Könyvjelző című irodalmi lap szerkesztője és főmunkatársa volt, és rendszeresen tartott talkshow-esteket az Alexandra Pódium rendezvényein.

## Kommunikációs tanácsadói szerep
Gyurcsány Ferenc miniszterelnök 2007-ben Gréczy Zsoltot kérte fel kommunikációs főtanácsadójának, így Gréczy ekkortól közvetlenül is bekapcsolódott a politika világába. Ezt a feladatát Gyurcsány kormányfőségének végéig, 2009-ig látta el, majd az őt követő Bajnai Gordon miniszterelnök kabinetjében is kommunikációs tanácsadóként dolgozott 2009–2010 között. Tanácsadói munkája során Gréczy a kormányzati kommunikáció stratégiájának alakításában vett részt, hozzájárulva a kormány üzeneteinek közvetítéséhez a nyilvánosság felé. Emellett 2008-ban egyik alapítója és ügyvivője volt a Magyar Demokratikus Charta nevű civil mozgalomnak, amely a demokratikus értékek és jogállamiság védelmében jött létre Gyurcsány kezdeményezésére. A 2010-es kormányváltással Gréczy kormányzati megbízatása véget ért, de tapasztalatait később is kamatoztatta politikai pályafutása során.

## Politikai pályafutás
Gyurcsány Ferenc távozása után, 2011 októberében megalakult a Demokratikus Koalíció párt, melynek Gréczy Zsolt is alapító tagja lett. A DK-ban hamar fontos szerepet kapott: 2013 szeptemberében a párt szóvivőjévé nevezték ki, és ezt a tisztséget 2018 májusáig betöltötte. Szóvivőként Gréczy rendszeresen szerepelt a médiában, képviselve a párt álláspontját és Gyurcsány Ferenc pártelnök kommunikációs csapatának oszlopos tagjaként tevékenykedett. A 2014-es önkormányzati választáson politikusként is megmérette magát: a Demokratikus Koalíció polgármesterjelöltje volt Budapest XXII. kerületében (Budafok-Tétényben). Noha a választást nem nyerte meg, mintegy 15%-os eredménnyel a második helyen végzett a hivatalban lévő kormánypárti jelölt mögött.
Az országos politikában 2018-ban jutott szerephez országgyűlési képviselőként. A 2018-as parlamenti választáson a DK országos listájáról szerzett mandátumot, így bekerült az Országgyűlésbe. Képviselővé válásakor lemondott fővárosi közszolgáltató vállalatnál betöltött felügyelőbizottsági tagságáról (2015 óta a Főtáv-Komfort Kft. FB-tagja volt). Az Országgyűlésben a DK frakciójának tagjaként dolgozott, és tagja lett a parlament Kulturális bizottságának is. Emellett frakciószóvivői feladatokat is ellátott, folytatva a kommunikációs munkát a törvényhozásban. 2019 végén azonban egy személyes botrány miatt lemondott mandátumáról (lásd lejjebb), és egy időre visszavonult a politika első vonalából.
A 2022-es országgyűlési választáson Gréczy visszatért: az ellenzéki összefogás közös országos listájáról ismét képviselői mandátumot nyert. Újra a Demokratikus Koalíció parlamenti képviselőcsoportjában foglalt helyet, és a Törvényalkotási bizottság tagja lett. 2023 februárjában a DK tisztújító kongresszusa Gréczy Zsoltot beválasztotta a párt 15 tagú elnökségébe, azaz a párt legfelsőbb vezetésébe. Ezzel megerősödött pozíciója a párton belül, immár nemcsak mint kommunikátornak és képviselőnek, hanem a stratégiai döntéshozatal alakítójának is résztvevője lett.

## Botrányok és viták

### Kompromittáló képek és szexuális zaklatási vád miatti lemondás (2019)
2019 őszén Borkai Zsolt, Győr akkori fideszes polgármestere, szexbotrányba keveredett, miután az Ördög ügyvédje nevű névtelen blog kompromittáló videókat és információkat tett közzé róla. A botrány jelentős politikai következményekkel járt, és Borkai végül lemondott tisztségéről. A Borkai-ügy után rövid időn belül újabb intim természetű politikai botrány került napvilágra, amely ezúttal egy ellenzéki politikust, Gréczy Zsoltot érintett. Nevét a szélesebb nyilvánosság 2019 végén ismerhette meg az ügy kapcsán. Egyes politikai értelmezések szerint a Gréczy-ügy a Fidesz válaszlépése volt a Borkai-ügy kiszivárogtatására, bosszúként értelmezve az kormányoldalról érkező kompromittáló támadást.
2019 decemberében egy ismeretlen nő e-mailben kompromittáló, intim tartalmú fotókat küldött több szerkesztőségnek Gréczyről, azt állítva, hogy a politikus éveken át zaklatta őt szerelmével. A kormánypárti sajtó, köztük a Ripost, a Lokál, a Pesti Srácok, és az Origo is átvették a vádakat, és nagy terjedelemben számoltak be arról, hogy Gréczy állítólag nőket zaklat üzenetekkel és saját magáról készített pornográf képekkel. A kompromittáló képek nyilvánosságra is kerültek, Gréczy Zsolt pedig elismerte, hogy ő szerepel a felvételeken, ugyanakkor hangsúlyozta, hogy minden vele szemben megfogalmazott állítás aljas rágalom és szemenszedett hazugság, ezért büntetőfeljelentést tett ismeretlen tettes ellen. A politikai és média nyomás hatására – Gyurcsány Ferenc pártelnök is jelezte, hogy kivizsgálják az ügyet – Gréczy 2019. december 20-án bejelentette lemondását országgyűlési képviselői mandátumáról. Lemondása december 31-i hatállyal történt meg, ezzel ideiglenesen visszavonult a parlamentből és a pártfrakcióból.
2020 első felében a független bíróságok több perben is Gréczy Zsolt javára döntöttek a zaklatási üggyel kapcsolatban. A per során kiderült, hogy az állítólagos áldozat nem erősítette meg a vádakat: az a nő, akiről a híresztelések szóltak, tanúként maga is Gréczy mellett tanúskodott a bíróságon. 2020 júniusában a Fővárosi Ítélőtábla jogerősen megállapította, hogy a Gréczy ellen felhozott zaklatási állítások mind megalapozatlanok voltak. A bíróság helyreigazításra és kártérítésre kötelezte a vádaskodó kormánypárti médiatermékeket – többek között a Ripostot, a Lokált, az Origót és a Pesti Srácok portált –, mivel valótlanul híresztelték, hogy a politikus nőket zaklatott. Gréczy összesen mintegy fél tucat sajtópert nyert meg az ügyben. Ezeknek az ítéleteknek köszönhetően nyilvánosan is tisztázta a nevét, a rágalmakat hivatalosan megcáfolták. Az eset után Gréczy egy időre háttérbe vonult, de 2020 második felében már visszatért a nyilvánosság elé: újra feltűnt az ATV politikai műsoraiban, és pártja is rehabilitálta.

### Ferencvárosi kinevezési vita (2020)
Gréczy visszatérésével párhuzamosan kisebb politikai vita bontakozott ki személye körül az ellenzéki oldalon. 2020 októberében a DK és az MSZP javaslatára felmerült, hogy Gréczy Zsolt a IX. kerületi (ferencvárosi) önkormányzat tulajdonában álló médiaholding felügyelőbizottsági tagja legyen. Ezt a lépést azonban Baranyi Krisztina, Ferencváros független polgármestere nyilvánosan ellenezte. Baranyi visszavonta a Gréczy kinevezéséhez szükséges előterjesztést, arra hivatkozva, hogy nem tartja megfelelőnek a volt képviselő „visszahozatalát” a kerületbe a zaklatási botrány után. Gréczy a Facebookon reagálva jelezte, hogy a kinevezése előtt egyeztetett a helyi ellenzéki pártokkal, és nemcsak a DK és az MSZP, hanem a Momentum, a Párbeszéd sőt a Jobbik ferencvárosi szervezetei is támogatták őt a posztra. Ennek ellenére a polgármester vétója miatt nem került sor a pozíció betöltésére. Az ügy rávilágított az ellenzéki oldalon belüli feszültségekre is: Gréczy esete megosztotta a szövetségeseket, és rámutatott, hogy egy korábbi botrány milyen hosszú ideig árnyékolhatja be egy politikus megítélését.

## Magánélet és egyéb közéleti tevékenység
Gréczy Zsolt magánélete is nyilvánosságot kapott bizonyos mértékig. Felesége Fejes Mária (Mara) volt, aki a ’80-as évek televíziós Tévétorna című műsorának egyik tornász sztárjaként vált ismertté. Fejes Mara egy újságírói interjú során ismerkedett meg Gréczyvel, és egymásba szerettek. Házasságukból két fiuk született (Márton és Balázs) négy év korkülönbséggel. Később a pár kapcsolata megromlott és elváltak, de a válás után is jó viszonyban maradtak. Gréczy aktív családi életet él, büszke édesapja két gyermekének.
A politikus közismerten a sport, különösen a labdarúgás rajongója. 1986 és 1988 között tagja volt az FTC (Ferencvárosi Torna Club) Baráti Kör elnökségének, a Fradi-szurkolók hivatalos egyesületének. E tevékenysége elismeréseként megkapta a Zöld Sasok Diplomát, amelyet a ferencvárosi szurkolói közösség adományoz a klubért sokat tevőknek. Gréczy gyakran vállalt műsorvezetést sporteseményeken is: három alkalommal konferált a magyar labdarúgó-válogatott mérkőzésein, és maga is játszott az újságíró-válogatottban 1987 és 1992 között.
Gréczy a közélet más területein is aktív. Rendszeresen részt vesz jótékonysági és civil kezdeményezésekben: például a Gyógyvarázs program keretében meseolvasóként látogat kórházakat, hogy beteg gyerekeknek meséket olvasson fel. Emellett tapasztalt kommunikációs szakemberként több felsőoktatási intézményben oktatott: tanított az ELTE médiatanszékén, a Budapesti Média Intézetben, a Budapesti Kommunikációs Főiskolán (ma Metropolitan Egyetem), valamint a Komlósi Oktatási Stúdióban is. Oktatói és mentori munkájával a fiatal újságírók és kommunikációs szakemberek képzéséhez járult hozzá.

## Művei
Gréczy Zsolt számos könyv és kiadvány szerzője vagy társszerzője, amelyek főként kulturális és politikai témákat dolgoznak fel:
- Koncz István-Gréczy Zsolt-Zalatnay Sarolta: Zorán – Az elmúlt 30 év, Hunga-Print Bp., 1993
- Szebeni András: Illés jelentés '96; szövegdokumentum Gréczy Zsolt; Zikkurat Kft., Bp., 1996
- Balogh Gyula-Bóta Gábor-Gréczy Zsolt-Regős János-Réz András-Vitray Tamás: Hofi, Hungalibri Bp., 2002
- Többekkel együtt: Szász Endre, Budapest-Print Bp., 2003
- Gréczy Zsolt–Retkes Attila: Presser Gábor; Vince, Bp., 2003
- Gréczy Zsolt–Retkes Attila: Bródy János; Vince, Bp., 2003
- Perger István-Köves Pál-Varga Gergely-Németh Era-Gréczy Zsolt: Medgyessy, Magyar Hírlap, Bp., 2004
- Omega, 2004. Napot hoztam, csillagot; szöveg Gréczy Zsolt, fotók Kovalovszky Dániel; Viva Média Holding, Bp., 2004
- Gyarapodó Magyarország, 2002-2010; összeáll. Gréczy Zsolt; Táncsics Alapítvány, Bp., 2010